# Bulbophyllum dennisii
Bulbophyllum dennisii är en orkidéart som beskrevs av Jeffrey James Wood. Bulbophyllum dennisii ingår i släktet Bulbophyllum och familjen orkidéer. Inga underarter finns listade i Catalogue of Life.